# Axrol Risqullayev
Axrol Risqullayev (usbekisch Рисқуллоев Ахрол; * 2. Mai 1985) ist ein usbekischer Fußballschiedsrichter. Seit 2017 steht er als dieser auf der FIFA-Schiedsrichterliste.

## Karriere
Im Dezember 2021 leitete er das Finale des usbekischen Pokals 2021.
Seine ersten Einsätze im AFC Cup bekam er in der Saison 2022 und in der darauffolgenden Saison auch in der AFC Champions League.
Seine ersten bekannten Einsätze waren beim Intercontinental Cup 2019, wo er neben einem Gruppenspiel auch das Finale pfiff. Danach folgten noch zwei Gruppenspiele bei der Südasienmeisterschaft 2021. Später kamen eine Partie bei der U-23-Asienmeisterschaft 2022 sowie zwei Gruppenpartien bei der Ostasienmeisterschaft 2022 hinzu.
Seine nächsten Turniereinsätze waren zwei Spiele bei der U-20-Asienmeisterschaft 2023 sowie zwei Spiele bei der Zentralasienmeisterschaft 2023. Zudem wurde er auch als Hauptschiedsrichter für die Asienmeisterschaft 2024 nominiert.